# Parhydraenopsis simiensis
Parhydraenopsis simiensis är en skalbaggsart som beskrevs av Perkins 2009. Parhydraenopsis simiensis ingår i släktet Parhydraenopsis och familjen vattenbrynsbaggar. Inga underarter finns listade i Catalogue of Life.